# Balinți (okręg Botoszany)
Balinți – wieś w Rumunii, w okręgu Botoszany, w gminie Havârna. W 2011 roku liczyła 396 mieszkańców.